# Põdragu järv
Põdragu järv är en sjö i Estland.   Den ligger i landskapet Saaremaa (Ösel), i den västra delen av landet, 190 km sydväst om huvudstaden Tallinn. Põdragu järv ligger 14 meter över havet. Den ligger på ön Ösel. I omgivningarna runt Põdragu järv växer i huvudsak barrskog.